# 科罗曼德尔
科罗曼德尔是巴西米纳斯吉拉斯州的一个市镇。总面积3296.267平方公里，总人口27392人，人口密度8.3人/平方公里。